# Бокудре
Бокудре (фр. Beaucoudray) насеље је и општина у северној Француској у региону Доња Нормандија, у департману Манш која припада префектури Сен Ло.
По подацима из 2011. године у општини је живело 156 становника, а густина насељености је износила 33,19 становника/km². Општина се простире на површини од 4,7 km². Налази се на средњој надморској висини од 170 метара (максималној 204 m, а минималној 84 m).

## Демографија
| 1962. | 1968. | 1975. | 1982. | 1990. | 1999. | 2011. |
| ----- | ----- | ----- | ----- | ----- | ----- | ----- |
| 148   | 188   | 169   | 131   | 119   | 129   | 156   |

График промене броја становника у току последњих година